# ZTE KK
A Zalakerámia-ZTE KK Zalaegerszeg városának négyszeres magyar bajnok, négyszeres kupagyőztes férfi kosárlabdacsapata.

## Története

### A zalaegerszegi kosárlabda kialakulásának előzményei
Ostoros Károly volt az elindítója a Zala megyei, zalaegerszegi kosárlabda életnek. Az alapok, ugyanúgy, ahogy annak idején 1891-ben abban a bizonyos YMCA iskolában, Springfieldben, itt is iskolai szinten nyugodtak. A város csapatai egymás ellen és a nagykanizsai gimnáziumi csapatok ellen játszottak. Nagykanizsán Rossai Olivér, Szántó Zoltán, és a későbbiekben Radics András népszerűsítette a kosárlabdát. A zalaegerszegi csapatok Ostoros Károly segítségével a nyugat-magyarországi, területi bajnokságban szerepeltek. Az 1950-es években nagy lökést adott a zalaegerszegi kosárlabda fejlődésnek, hogy az Európa-bajnok csapatból Zalaegerszegen töltötte sorkatonai szolgálatát Simon János a Bp. Honvéd játékosa.

### A ZTE kosárlabda csapatának története
A kezdeti évek: Zalaegerszegen a minőségi kosárlabdázás alapjait a 70-es években kezdték megteremteni egyszerre két helyen is. A ZTE először az NB III-ban szerepelt, majd felkerült a második vonalba. A ZTE-ben és a város másik másodosztályú csapatánál az Zalaegerszegi Építőknél. 1977-ben a Z. Építők csapata az NB II nyugati csoportjában második helyen végzett, az Oroszlányi Bányász mögött. Ekkor jött az ötlet, hogy a két jó csapatból egy nagyon jó csapatot kellene csinálni. Az ötletet tette követte, és 1978 januárjában fuzionált a ZTE és a Z.Építők. A csapat ZTE néven indult neki az 1978-as bajnokságnak azzal a nem titkolt céllal, hogy kiharcolja az NB I-es indulás jogát. Ehhez azonban meg kellett nyerni az NB II-es bajnokságot.

### Feljutás az NB I-be
Az NB II-ben az utolsó fordulóig veretlen volt a csapat. 1978. december 16. Székesfehérvár. Itt és ezen a napon bonyolították le az utolsó mindent eldöntő mérkőzést. A ZTE veretlenül, a Székesfehérvári Építők egy vereséggel került a döntőbe (a ZTE az első mérkőzésen Zalaegerszegen 91-65 arányban győzött). Még a 25 pontos vereség is az NB I-et jelentette volna a csapatnak. Annak ellenére, hogy az NB I-be jutás volt a cél, csak az egyik hivatalosan küldött játékvezető érkezett meg a székesfehérvári csarnokba, így a helyi Berendi Lászlót kérték fel szükség-játékvezetőnek. A hazaiak óriási iramot diktálva hamar jelentős előnyt szereztek, melyet a ZTE a félidő végére ledolgozott. Ekkor sérült meg a ZTE egyik meghatározó játékosa Halász István. Drámai csatában, összesítésben mindössze egy ponttal jutott tovább a ZTE az NB I-be. A mérkőzést a székesfehérváriak nyerték, de a ZTE örülhetett.
Székesfehérvári Építők - ZTE 77:52 (49:33)
Halász (2), Németh (17), Ivánkovics (4), Vágvölgyi (4), Lázár (10)
Csere: Mónok (2), Magyar (7), Góczán (2), Herényi (-)
Edző: Kristóf László

## Támogatók
Utolsó módosítás: 2021. október 25. 
| Névadó szponzor | Zalakerámia Zrt.                           |
| Fő támogatók    | Zalaegerszeg MJV Önkormányzata             |
| Fő támogatók    | Tippmix                                    |
| Fő támogatók    | Hungast ZEG Kft.                           |
| Fő támogatók    | ZÁÉV Építőipari Zrt.                       |
| Egyéb támogatók | 3B Hungária                                |
| Egyéb támogatók | Flex                                       |
| Egyéb támogatók | Inter-Tefu Kft.                            |
| Egyéb támogatók | Lasselsberger Hungária Kft.                |
| Egyéb támogatók | Security Patent                            |
| Egyéb támogatók | Nívódom Építőipari és Kereskedelmi Kft.    |
| Egyéb támogatók | Foramax Computers                          |
| Egyéb támogatók | Wiko Ragasztókatalógus                     |
| Egyéb támogatók | ADA                                        |
| Egyéb támogatók | Pannon Parkett                             |
| Egyéb támogatók | Zala Higiénia Kft.                         |
| Egyéb támogatók | West Hungary Textil                        |
| Egyéb támogatók | BMT Mérnöki Zrt.                           |
| Egyéb támogatók | Horváth Autószervíz                        |
| Egyéb támogatók | Cser-Kes Home Kft.                         |
| Egyéb támogatók | Németh Roland & Krisztián Zöldség-Gyümölcs |
| Egyéb támogatók | Sprint Kft.                                |

## Bajnoki helyezések az élvonalban
| Évad      | Név              | Helyezés |
| 1979      | Zalaegerszegi TE | 9.       |
| 1980–1981 | Zalaegerszegi TE | 5.       |
| 1981–1982 | Zalaegerszegi TE | 4.       |
| 1982–1983 | Zalaegerszegi TE | 6.       |
| 1983–1984 | Zalaegerszegi TE | 3.       |
| 1984–1985 | Zalaegerszegi TE | 4.       |
| 1985–1986 | Zalaegerszegi TE | 2.       |
| 1986–1987 | Zalaegerszegi TE | 5.       |
| 1987–1988 | Zalaegerszegi TE | 1.       |
| 1988–1989 | Zalaegerszegi TE | 4.       |
| 1989–1990 | ZTE-Heraklith    | 1.       |
| 1990–1991 | ZTE-Heraklith    | 2.       |
| 1991–1992 | ZTE-Heraklith    | 1.       |
| 1982–1983 | ZTE-Heraklith    | 3.       |
| 1993–1994 | ZTE-Goldsun      | 2.       |
| 1994–1995 | ZTE-Goldsun      | 2.       |

| Évad      | Név                | Helyezés |
| 1995–1996 | ZTE-Goldsun        | 4.       |
| 1996–1997 | ZTE                | 3.       |
| 1997–1998 | ZTE KK             | 6.       |
| 1998–1999 | ZTE KK             | 8.       |
| 1999–2000 | Flextronics-ZTE KK | 6.       |
| 2000–2001 | Flextronics-ZTE KK | 7.       |
| 2001–2002 | ZTE KK             | 9.       |
| 2002–2003 | Zalahús-ZTE KK     | 5.       |
| 2003–2004 | Zalahús-ZTE KK     | 9.       |
| 2004–2005 | Zalahús-ZTE KK     | 10.      |
| 2005–2006 | ZTE KK             | 10.      |
| 2006–2007 | Zalakerámia-ZTE KK | 6.       |
| 2007–2008 | Zalakerámia-ZTE KK | 11.      |
| 2008–2009 | Zalakerámia-ZTE KK | 3.       |
| 2009–2010 | Zalakerámia-ZTE KK | 1.       |
| 2010–2011 | Zalakerámia-ZTE KK | 6.       |

| Évad      | Név                 | Helyezés     |
| 2011–2012 | Zalakerámia-ZTE KK  | 14.          |
| 2012–2013 | Zalakerámia-ZTE KK  | 11.          |
| 2013–2014 | Zalakerámia-ZTE KK  | 12.          |
| 2014–2015 | Zalakerámia-ZTE KK  | 13.          |
| 2015–2016 | Zalakerámia-ZTE KK  | 5.           |
| 2016–2017 | Zalakerámia-ZTE KK  | 3.           |
| 2017–2018 | Zalakerámia-ZTE KK  | 7.           |
| 2018-2019 | Zalakerámia-ZTE KK  | 10.          |
| 2019-2020 | Zalakerámia-ZTE KK  | félbeszakadt |
| 2020-2021 | Zalakerámia-ZTE KK  | 13.          |
| 2021-2022 | Zalakerámia-ZTE KK  | 11.          |
| 2022-2023 | Zalakerámia-ZTE KK  | 4.           |
| 2023-2024 | Zalakerámia-ZTE KK  | 4.           |
| 2024-2025 | Zalakerámia- ZTE KK | Folyamatban  |

## Hírességek

### A bajnokcsapatok tagjai
1987/88: Szűcs József, Góczán Gábor, Bodrogi Csaba, Farkas László, Bencze Ákos, Dobi Antal, Kovács Attila, Bencze Tamás, Gáll Tamás, Földesi Attila, Bérczes István. Edző: Gellér Sándor
1989/90: Bodrogi Csaba, Farkas László, Polster Péter, Kis Attila, Dr. Bencze Ákos, Dobi Antal, Kovács Attila, Gáll Tamás, Földesi Attila, Szűcs Ervin, Sipos Tamás, Lukosius Mindaugas . Edző: Juhász Sándor, Farkas Sándor
1991/92: Bodrogi Csaba, Földesi Attila, Farkas László, Polster Péter, Kis Attila, Kovács Attila, Bencze Tamás, Szűcs Ervin, Balogh Zoltán, Borosnyai Szabolcs, Lukošius Mindaugas , Földesi Attila, Lekarauskas Mindaugas . Edző: Farkas Sándor
2009/10: Simon László, Bödör Bence, Louis Hinnant , Calvin Watson , Délity Bence, Kyle Wilson , Kámán Tamás, Trepák Zoltán, Gáspár Dávid, Baki Gergely, Horváth Balázs, Tóth Ádám, Chad Timberlake . Edző: Völgyi Péter

## Korábbi edzők
| Dátum     | Edző                       |
| --------- | -------------------------- |
| 1979–1983 | Varga Ferenc               |
| 1983–1986 | Ifj. Gyimesi János         |
| 1986–1988 | Gellér Sándor              |
| 1988–1989 | Juhász Sándor              |
| 1989–1992 | Farkas Sándor              |
| 1992–1993 | Halász István              |
| 1993–1994 | Tot Stevan, Toskic Milenko |
| 1994–1996 | Tot Stevan, Simon Zsolt    |
| 1996–1997 | Goran Mijovics             |
| 1997–1998 | Simon Zsolt                |
| 1998–2000 | Heinrich Róbert            |
| 2000–2003 | Nikola Lazics              |
| 2003–2005 | Kovács László              |
| 2005–2006 | Branislav Dzunic           |
| 2006–2008 | Nikola Lazics              |
| 2008–2011 | Völgyi Péter               |
| 2011–2012 | Kis Attila                 |
| 2012–2014 | Völgyi Péter               |
| 2014–2015 | Raul Jimenez               |
| 2015      | Milos Sporar               |
| 2015–2020 | Bencze Tamás               |
| 2020      | Ante Nazor                 |
| 2021      | Luca Bechi                 |
| 2021      | Teo Čizmić                 |
| 2021–2022 | Emir Mutapčić              |
| 2022–2023 | Sebastjan Krasovec         |
| 2023–2024 | Ljubomir Ruzicka           |
| 2024–     | Matthias Zollner           |

## Klubvezetés és szakmai stáb
Utolsó módosítás: 2024. március 18. 
| Menedzsment             | Menedzsment    | Szakmai stáb           | Szakmai stáb      |
| ----------------------- | -------------- | ---------------------- | ----------------- |
| Ügyvezető               | Török Róbert   | Vezetőedző             | Matthias Zollner  |
| Szakmai igazgató        | Bencze Tamás   | Másodedző              | Baki Gergely      |
| Technikai vezető        | Kis Attila     | Erőnléti edző          | Adrovicz Béla     |
| Irodavezető             | Nagy Zsuzsanna | Csapatorvos            | Dr. Szalai Zoltán |
| Pénzügyi ügyintéző      | Varga Mónika   | Masszőr                | Boronyák Róbert   |
| Kommunikációs munkatárs | Jóna István    | Fizioterapeuta         | Németh Eszter     |
| Marketing munkatárs     | Ujhelyi Fanni  | Utánpótlás koordinátor | Heinrich Róbert   |

## Jelenlegi játékosok
Utolsó módosítás: 2024. március 18.
| Játékosok | Edzők |                     |       |          |                               |                          |
| \| Mezszám \| Név \| Ország \| Poszt \| Magasság \| Életkor \| Korábbi csapat \| \| ------- \| --------------- \| ------ \| ----- \| -------- \| ----------------------------- \| ------------------------ \| \| 0 \| Tristan Ikpe \| \| 4 \| 198 cm \| 1999. október 19. (25 éves) \| PAEEK Kyrenia \| \| 1 \| Ray Ona Embo \| \| 1-2 \| 193 cm \| 1998. október 20. (26 éves) \| Chorale Roanne Basket \| \| 3 \| Tony Hicks \| \| 1-2 \| 187 cm \| 1994. március 15. (31 éves) \| Ústí nad Labem \| \| 8 \| Csátaljay Péter \| \| 2 \| 192 cm \| 2004. december 20. (20 éves) \| Sopron KC \| \| 9 \| Németh Ákos \| \| 2-1 \| 195 cm \| 1998. december 19. (26 éves) \| Egis Körmend \| \| 10 \| Simó Bence \| \| 1 \| 180 cm \| 2002. \| Utánpótlásból került fel \| \| 12 \| Keller Iván \| \| 3-2 \| 197 cm \| 1995. március 8. (30 éves) \| SZTE-Szedeák \| \| 15 \| Tóth Ádám \| \| 5 \| 206 cm \| 1989. augusztus 25. (35 éves) \| Debreceni EAC \| \| 21 \| Danilo Ostojic \| \| 4 \| 204 cm \| 1996. május 11. (28 éves) \| Hydrotruck Radom \| \| 22 \| J.D. Paige \| \| 2-1 \| 191 cm \| 1996. február 16. (29 éves) \| Uppsala Basket \| \| 27 \| Szalay Domonkos \| \| 2-3 \| 190 cm \| 2005. február 8. (20 éves) \| Utánpótlásból került fel \| \| 33 \| Makkos Dávid \| \| 2 \| 190 cm \| 2004. \| Utánpótlásból került fel \| \| 41 \| Csuti Kornél \| \| 4-5 \| 205 cm \| 2004. augusztus 18. (20 éves) \| Vasas Akadémia \| | Vezetőedző Matthias Zollner Edző(k) Baki Gergely Megjegyzés, jelmagyarázatA dőlttel szedett játékosok az U23-as szabálynak megfelelnek. A vastagon szedettek válogatott játékosok. |                     |       |          |                               |                          |
| Mezszám | Név | Ország              | Poszt | Magasság | Életkor                       | Korábbi csapat           |
| 0 | Tristan Ikpe | USA                 | 4     | 198 cm   | 1999. október 19. (25 éves)   | PAEEK Kyrenia            |
| 1 | Ray Ona Embo | francia · Kongói DK | 1-2   | 193 cm   | 1998. október 20. (26 éves)   | Chorale Roanne Basket    |
| 3 | Tony Hicks | USA                 | 1-2   | 187 cm   | 1994. március 15. (31 éves)   | Ústí nad Labem           |
| 8 | Csátaljay Péter | magyar              | 2     | 192 cm   | 2004. december 20. (20 éves)  | Sopron KC                |
| 9 | Németh Ákos | magyar              | 2-1   | 195 cm   | 1998. december 19. (26 éves)  | Egis Körmend             |
| 10 | Simó Bence | magyar              | 1     | 180 cm   | 2002.                         | Utánpótlásból került fel |
| 12 | Keller Iván | magyar              | 3-2   | 197 cm   | 1995. március 8. (30 éves)    | SZTE-Szedeák             |
| 15 | Tóth Ádám | magyar              | 5     | 206 cm   | 1989. augusztus 25. (35 éves) | Debreceni EAC            |
| 21 | Danilo Ostojic | szerb               | 4     | 204 cm   | 1996. május 11. (28 éves)     | Hydrotruck Radom         |
| 22 | J.D. Paige | USA                 | 2-1   | 191 cm   | 1996. február 16. (29 éves)   | Uppsala Basket           |
| 27 | Szalay Domonkos | magyar              | 2-3   | 190 cm   | 2005. február 8. (20 éves)    | Utánpótlásból került fel |
| 33 | Makkos Dávid | magyar              | 2     | 190 cm   | 2004.                         | Utánpótlásból került fel |
| 41 | Csuti Kornél | magyar              | 4-5   | 205 cm   | 2004. augusztus 18. (20 éves) | Vasas Akadémia           |

| Mezszám | Név             | Ország              | Poszt | Magasság | Életkor                       | Korábbi csapat           |
| ------- | --------------- | ------------------- | ----- | -------- | ----------------------------- | ------------------------ |
| 0       | Tristan Ikpe    | USA                 | 4     | 198 cm   | 1999. október 19. (25 éves)   | PAEEK Kyrenia            |
| 1       | Ray Ona Embo    | francia · Kongói DK | 1-2   | 193 cm   | 1998. október 20. (26 éves)   | Chorale Roanne Basket    |
| 3       | Tony Hicks      | USA                 | 1-2   | 187 cm   | 1994. március 15. (31 éves)   | Ústí nad Labem           |
| 8       | Csátaljay Péter | magyar              | 2     | 192 cm   | 2004. december 20. (20 éves)  | Sopron KC                |
| 9       | Németh Ákos     | magyar              | 2-1   | 195 cm   | 1998. december 19. (26 éves)  | Egis Körmend             |
| 10      | Simó Bence      | magyar              | 1     | 180 cm   | 2002.                         | Utánpótlásból került fel |
| 12      | Keller Iván     | magyar              | 3-2   | 197 cm   | 1995. március 8. (30 éves)    | SZTE-Szedeák             |
| 15      | Tóth Ádám       | magyar              | 5     | 206 cm   | 1989. augusztus 25. (35 éves) | Debreceni EAC            |
| 21      | Danilo Ostojic  | szerb               | 4     | 204 cm   | 1996. május 11. (28 éves)     | Hydrotruck Radom         |
| 22      | J.D. Paige      | USA                 | 2-1   | 191 cm   | 1996. február 16. (29 éves)   | Uppsala Basket           |
| 27      | Szalay Domonkos | magyar              | 2-3   | 190 cm   | 2005. február 8. (20 éves)    | Utánpótlásból került fel |
| 33      | Makkos Dávid    | magyar              | 2     | 190 cm   | 2004.                         | Utánpótlásból került fel |
| 41      | Csuti Kornél    | magyar              | 4-5   | 205 cm   | 2004. augusztus 18. (20 éves) | Vasas Akadémia           |

## Korábbi ZTE játékosok az NBI/A csoportban
Utolsó módosítás: 2023. október 4.
- Benke Szilárd - Falco KC Szombathely
- Darrin Govens - Atomerőmű SE
- Doktor Péter - Egis Körmend
- Durázi Krisztofer - Egis Körmend
- Gulyás Milán - Atomerőmű SE
- Jordan Barnett - Alba Fehérvár
- Kovács Benedek - Falco KC Szombathely
- Polster Attila - Sopron KC
- Révész Ádám - Szolnoki Olajbányász KK
- Simon Kristóf - Budapesti Honvéd
- Vojvoda Dávid - Alba Fehérvár
- Zsíros Péter - SZTE-Szedeák